# 簗田高助
簗田 高助 （やなだ たかすけ）は、戦国時代の武将。足利氏（古河公方）の家臣。下総国関宿城主。

## 生涯
明応2年（1493年）、簗田政助の嫡男として誕生。古河公方・足利高基から偏諱を受け、高助を名乗る。
高基の側近として仕える。永正7年（1510年）、高基が家督を巡って父・足利政氏と対立すると（永正の乱）。政氏側についた父・政助に対抗し、高助は高基側について活躍し、宿老筆頭となる。この際に父・政助からは勘当されたものの、伯父・成助が養子とし、その家督を継ぐ形で簗田氏の当主となる。その後、強力な指導力を発揮して一族の被官化を進めて家臣団の再編成を行い、また天文4年（1535年）には高基の跡を継いだ足利晴氏に娘を嫁がせるなど、領主及び家中での地位を確固たるものにしていく。
その頃、関東では北条氏綱が台頭してくる一方で、古河公方は高基の弟である小弓公方・足利義明や上杉氏の圧迫を受けて衰退著しかった。そこで高助は氏綱の娘（芳春院）を晴氏の側室に迎えて古河公方家の勢力巻き返しを図ることにした。この縁談を実現させた高助は天文8年（1539年）には氏綱と天文12年（1543年）9月には氏綱の後を継いだ北条氏康と盟約を結んだ。
だが、次第に北条氏の勢力拡大に危機感を抱くようになった晴氏は氏康との対決を決意し、天文15年（1546年）に上杉氏と共に河越城の戦い（河越夜戦）に突入したものの大敗を喫す。戦後、高助は出家して嫡男・晴助に家督を譲って許しを乞うが、氏康は高助の娘が生んだ晴氏の嫡男・足利藤氏を廃除して、自分の甥である晴氏の末子義氏への古河公方相続を要求するようになった。
天文19年（1550年）、死去。